# 폭렬무대 : 스테이지 붐
《폭렬무대 : 스테이지 붐》은 2021년에 중국에서 방송된 여성 뮤지션 서바이벌 프로그램이다. 우기가 최종 우승을 차지했다.